# Cognocoli-Monticchi
Cognocoli-Monticchi (in corso Cugnocolu è Muntichji) è un comune francese di 185 abitanti situato nel dipartimento della Corsica del Sud nella regione della Corsica. Storicamente appartiene all'antica pieve di Ornano.
Il comune è composto da tre insediamenti principali: il centro abitato di Cognocoli, che è il capoluogo del comune, la frazione di Marato e quella di Pravatone, nota per i suoi vigneti. L'antico centro abitato di Monticchi è attualmente disabitato. Questo centro, abitato, che un tempo si caratterizzava per la sua natura di prospero centro agricolo nel più ampio contesto del bacino del Tavo, fu uno dei capisaldi della signoria d'Ornano. Come gran parte degli insediamenti della Corsica, è stato vittima dell'esodo che si è avuto alla fine del XX secolo che ha portato allo spopolamento di gran parte delle aree rurali dell'isola. Attualmente, la sua economia si basa sulla coltivazione di uliveti e vigneti, e sul turismo.

## Società

### Evoluzione demografica
Abitanti censiti